# Ernest Gold
Ernest Gold; eigentlich Ernst Siegmund Goldner (* 13. Juli 1921 in Wien; † 17. März 1999 in Santa Monica) war ein US-amerikanischer Komponist österreichischer Herkunft.

## Leben und Wirken
Ernst Goldner war der Sohn eines österreichischen „halbjüdischen“ Violinisten und einer klassischen Sängerin. Bereits als Fünfjähriger begann er zu komponieren und galt als Wunderkind, schon mit zwölf Jahren besuchte er das Neue Wiener Konservatorium und begann 1937 ein Klavierstudium bei Grete Hinterhofer an der Wiener Musikakademie. Nach dem Anschluss Österreichs an das nationalsozialistische Deutsche Reich 1938 entschloss sich sein verwitweter Vater mit ihm und seiner Schwester in die Vereinigten Staaten zu emigrieren. Von Rotterdam aus kam er am 3. Oktober 1938 an Bord der SS Volendam in New York an. Goldner studierte in New York City bei Otto Cesena und Léon Barzin. Seine ersten Erfolgstitel waren Practice Makes Perfect (1940), gesungen u. a. von Billie Holiday, und Accidentally on Purpose (1940), eingespielt von Jack Teagarden. Am 14. April 1942 suchte er um die US-amerikanische Staatsangehörigkeit an.
1945 verließ Goldner New York und ging nach Los Angeles, wo er als Arrangeur arbeitete und seinen Namen zu Ernest Gold anglisierte. Er setzte dort seine Studien bei George Antheil fort, für den er auch orchestrierte, und begann Filmmusik für Western zu schreiben. 1958 begann er mit der Partitur zu Flucht in Ketten seine langjährige Zusammenarbeit mit dem Regisseur und Produzenten Stanley Kramer. Im Jahr darauf machte seine Filmmusik zu Kramers Das letzte Ufer die australische Volksweise Waltzing Matilda international bekannt. Seinen endgültigen Durchbruch erlebte er allerdings erst, als er für den Film Exodus 1961 den Oscar erhielt. Er war der erste Filmkomponist, der auf dem Hollywood Walk of Fame verewigt wurde.
Auch als Komponist moderner Musikwerke machte er sich einen Namen. Er komponierte mehrere Sinfonien und Kammermusik. Während seiner Schulzeit am Wiener Wasagymnasium war übrigens der ebenfalls zur Emigration gezwungene spätere Komponist Andre Asriel sein Klassenkamerad. Auch dieser schrieb Filmmusiken – wenn auch auf der anderen Seite des Globus und des Eisernen Vorhangs.

## Privates
Am 20. Juli 1943 hatte er in New York City eine Ruth (* 4. Juni 1923 in Leipzig, Deutschland) geheiratet.
Später war er von 1950 bis 1969 mit der Sängerin Marni Nixon verheiratet, mit der er drei Kinder hatte. Das älteste gemeinsame Kind war der spätere Musiker Andrew Gold (1951–2011), danach folgten die beiden Töchter Martha Gold (verheiratete Carr; * 1953) und Melanie Gold (* 1962).
Danach ging er ab dem 29. November 1975 eine Ehe mit der Schauspielerin Jeanette „Jan“ Keller (1924–2014) ein. Die Ehe hielt bis zu Ernest Golds Ableben im Jahre 1999. Im Alter von 77 Jahren war er am 17. März 1999 an den Folgen eines Schlaganfalls verstorben.

## Filmografie (Auswahl)
- 1946: Karten, Kugeln, Banditen (Plainsman and the Lady)
- 1947: Hyänen der Prärie (Wyoming)
- 1947: Die Dame und der Cowboy (Saddle Pals)
- 1948: Der Rächer von Los Angeles (Old Los Angeles)
- 1948: Die rauhen Reiter der furchtlosen Legion (The Gallant Legion)
- 1956: Unidentified Flying Objects: The True Story of Flying Saucers
- 1958: Flucht in Ketten (The Defiant Ones)
- 1958: Tarzans Kampf ums Leben (Tarzan’s Fight for Life)
- 1959: Der Mann aus Philadelphia (The Young Philadelphians)
- 1959: Das letzte Ufer (On the Beach)
- 1960: Wer den Wind sät (Inherit the Wind)
- 1960: Exodus
- 1961: Rivalen um die Macht (A Fever in the Blood) – Regie: Vincent Sherman
- 1961: El Perdido (The Last Sunset)
- 1961: Urteil von Nürnberg (Judgment at Nuremberg)
- 1963: Ein Kind wartet (A Child Is Waiting)
- 1963: Eine total, total verrückte Welt (It’s a Mad, Mad, Mad, Mad World)
- 1965: Das Narrenschiff (Ship of Fools)
- 1969: Das Geheimnis von Santa Vittoria (The Secret of Santa Vittoria)
- 1977: Steiner – Das Eiserne Kreuz (Cross of Iron)
- 1977: Das Geld liegt auf der Straße (Fun with Dick and Jane)
- 1979: Good Luck, Miss Wyckoff
- 1985: Raoul Wallenberg (Wallenberg: A Hero’s Story)

## Auszeichnungen
- 1960: Golden Globe Award in der Kategorie Beste Filmmusik für Das letzte Ufer
- 1960: Nominierung für den Oscar in der Kategorie Beste Filmmusik für Das letzte Ufer
- 1961: Grammy in der Kategorie Bestes Soundtrack-Album oder beste Aufnahme von Film- oder Fernsehmusik für Exodus
- 1961: Oscar in der Kategorie Beste Filmmusik für Exodus
- 1961: Nominierung für den Golden Globe Award in der Kategorie Beste Filmmusik für Exodus
- 1964: Nominierung für den Oscar in der Kategorie Bester Filmsong für It’s a Mad Mad Mad Mad World aus Eine total, total verrückte Welt
- 1970: Nominierung für den Oscar in der Kategorie Beste Filmmusik für Das Geheimnis von Santa Vittoria
- 1970: Nominierung für den Golden Globe Award in der Kategorie Beste Filmmusik für Das Geheimnis von Santa Vittoria
- 1970: Nominierung für den Golden Globe Award in der Kategorie Bester Filmsong für Stay aus Das Geheimnis von Santa Vittoria
- 1975: Stern auf dem Hollywood Walk of Fame (6434 Hollywood Blvd.)